# National Hockey League 2002-2003
La stagione 2002-2003 è stata la 86ª edizione della National Hockey League. La stagione regolare iniziò il 9 ottobre 2002 per poi concludersi il 6 aprile 2003, mentre i playoff della Stanley Cup terminarono il 23 maggio 2003. La stagione fu contrassegnata dalle numerose difficoltà finanziarie che afflissero le franchigie. Nonostante i successi sul campo per quasi l'intera durata dell'anno 2003 gli Ottawa Senators furono posti sotto amministrazione controllata, impossibilitati a pagare gli stipendi ai giocatori. Nonostante gli sforzi del proprietario Rod Bryden la squadra fu ceduta al termine della stagione al miliardario Eugene Melnyk. Anche i Buffalo Sabres ebbero guai finanziari prima dell'acquisizione da parte dell'imprenditore newyorkese Tom Golisano. Invece i Pittsburgh Penguins continuarono a cedere i giocatori più importanti in modo da contenere i debiti della società, giungendo ancora una volta in fondo alle classifiche della stagione regolare. I Florida Panthers ospitarono l'NHL All-Star Game presso l'Office Depot Center il 2 febbraio 2003. La finale di Stanley Cup finì il 9 giugno con la vittoria dei New Jersey Devils contro i Mighty Ducks of Anaheim per 4-3. Per la squadra del New Jersey si trattò della terza Stanley Cup della loro storia.

## Squadre partecipanti
- Atlanta Thrashers
- Boston Bruins
- Buffalo Sabres
- Calgary Flames
- Carolina Hurricanes
- Chicago Blackhawks
- Colorado Avalanche
- Columbus Blue Jackets
- Dallas Stars
- Detroit Red Wings
- Edmonton Oilers
- Florida Panthers
- Los Angeles Kings
- Mighty Ducks Anaheim
- Minnesota Wild

- Montreal Canadiens
- Nashville Predators
- New Jersey Devils
- New York Islanders
- New York Rangers
- Ottawa Senators
- Philadelphia Flyers
- Phoenix Coyotes
- Pittsburgh Penguins
- San Jose Sharks
- St. Louis Blues
- Tampa Bay Lightning
- Toronto Maple Leafs
- Vancouver Canucks
- Washington Capitals

## Pre-season

### NHL Entry Draft
L'Entry Draft si tenne fra il 22 ed il 23 giugno 2002 presso l'Air Canada Centre di Toronto, in Ontario. I Columbus Blue Jackets nominarono come prima scelta assoluta l'ala destra Rick Nash. Altri giocatori rilevanti all'esordio in NHL furono Aleksandr Sëmin, Cam Ward, Kari Lehtonen e Jay Bouwmeester.

## Stagione regolare

### Classifiche
= Qualificata per i playoff,       = Primo posto nella Conference,       = Vincitore del Presidents' Trophy, ( ) = Posizione nella Conference

#### Eastern Conference
Northeast Division
|    |                         | PG | V  | S  | N  | OTS | GF  | GS  | PT  |
| -- | ----------------------- | -- | -- | -- | -- | --- | --- | --- | --- |
| 1. | Ottawa Senators (1)     | 82 | 52 | 21 | 8  | 1   | 263 | 182 | 113 |
| 2. | Toronto Maple Leafs (5) | 82 | 44 | 28 | 7  | 3   | 236 | 208 | 98  |
| 3. | Boston Bruins (7)       | 82 | 36 | 31 | 11 | 4   | 245 | 237 | 87  |
| 4. | Montreal Canadiens (10) | 82 | 30 | 35 | 8  | 9   | 206 | 234 | 77  |
| 5. | Buffalo Sabres (12)     | 82 | 27 | 37 | 10 | 8   | 190 | 219 | 72  |

Atlantic Division
|    |                          | PG | V  | S  | N  | OTS | GF  | GS  | PT  |
| -- | ------------------------ | -- | -- | -- | -- | --- | --- | --- | --- |
| 1. | New Jersey Devils (2)    | 82 | 46 | 20 | 10 | 6   | 216 | 166 | 108 |
| 2. | Philadelphia Flyers (4)  | 82 | 45 | 20 | 13 | 4   | 211 | 166 | 107 |
| 3. | New York Islanders (8)   | 82 | 35 | 34 | 11 | 2   | 224 | 231 | 83  |
| 4. | New York Rangers (9)     | 82 | 32 | 36 | 10 | 4   | 210 | 231 | 78  |
| 5. | Pittsburgh Penguins (14) | 82 | 27 | 44 | 6  | 5   | 189 | 255 | 65  |

Southeast Division
|    |                          | PG | V  | S  | N  | OTS | GF  | GS  | PT |
| -- | ------------------------ | -- | -- | -- | -- | --- | --- | --- | -- |
| 1. | Tampa Bay Lightning (3)  | 82 | 36 | 25 | 16 | 5   | 219 | 210 | 93 |
| 2. | Washington Capitals (6)  | 82 | 39 | 29 | 8  | 6   | 224 | 220 | 92 |
| 3. | Atlanta Thrashers (11)   | 82 | 31 | 39 | 7  | 5   | 226 | 284 | 74 |
| 4. | Florida Panthers (13)    | 82 | 24 | 36 | 13 | 9   | 176 | 237 | 70 |
| 5. | Carolina Hurricanes (15) | 82 | 22 | 43 | 11 | 6   | 171 | 240 | 61 |

#### Western Conference
Northwest Division
|    |                        | PG | V  | S  | N  | OTS | GF  | GS  | PT  |
| -- | ---------------------- | -- | -- | -- | -- | --- | --- | --- | --- |
| 1. | Colorado Avalanche (3) | 82 | 42 | 19 | 13 | 8   | 251 | 194 | 105 |
| 2. | Vancouver Canucks (4)  | 82 | 45 | 23 | 13 | 1   | 264 | 208 | 104 |
| 3. | Minnesota Wild (6)     | 82 | 42 | 29 | 10 | 1   | 198 | 178 | 95  |
| 4. | Edmonton Oilers (8)    | 82 | 36 | 26 | 11 | 9   | 231 | 230 | 92  |
| 5. | Calgary Flames (12)    | 82 | 29 | 36 | 13 | 4   | 186 | 228 | 75  |

Central Division
|    |                            | PG | V  | S  | N  | OTS | GF  | GS  | PT  |
| -- | -------------------------- | -- | -- | -- | -- | --- | --- | --- | --- |
| 1. | Detroit Red Wings (2)      | 82 | 48 | 20 | 10 | 4   | 269 | 203 | 110 |
| 2. | St. Louis Blues (5)        | 82 | 41 | 24 | 11 | 6   | 253 | 222 | 99  |
| 3. | Chicago Blackhawks (9)     | 82 | 30 | 33 | 13 | 6   | 207 | 226 | 79  |
| 4. | Nashville Predators (13)   | 82 | 27 | 35 | 13 | 7   | 183 | 206 | 74  |
| 5. | Columbus Blue Jackets (15) | 82 | 29 | 42 | 8  | 3   | 213 | 263 | 69  |

Pacific Division
|    |                          | PG | V  | S  | N  | OTS | GF  | GS  | PT  |
| -- | ------------------------ | -- | -- | -- | -- | --- | --- | --- | --- |
| 1. | Dallas Stars (2)         | 82 | 46 | 17 | 15 | 4   | 245 | 169 | 111 |
| 2. | Mighty Ducks Anaheim (7) | 82 | 40 | 27 | 9  | 6   | 203 | 193 | 95  |
| 3. | Los Angeles Kings (10)   | 82 | 33 | 37 | 6  | 6   | 203 | 221 | 78  |
| 4. | Phoenix Coyotes (11)     | 82 | 31 | 35 | 11 | 5   | 204 | 230 | 78  |
| 5. | San Jose Sharks (14)     | 82 | 28 | 37 | 9  | 8   | 214 | 239 | 73  |

### Statistiche

#### Classifica marcatori
La seguente lista elenca i migliori marcatori al termine della stagione regolare.

| Giocatore      | Squadra             | PG | G  | A  | Pt  | +/- | MP  |
| -------------- | ------------------- | -- | -- | -- | --- | --- | --- |
| Peter Forsberg | Colorado Avalanche  | 75 | 29 | 11 | 106 | +52 | 70  |
| Markus Näslund | Vancouver Canucks   | 82 | 48 | 56 | 104 | +6  | 52  |
| Joe Thornton   | Boston Bruins       | 77 | 36 | 65 | 101 | +12 | 109 |
| Milan Hejduk   | Colorado Avalanche  | 82 | 50 | 48 | 98  | +52 | 32  |
| Todd Bertuzzi  | Vancouver Canucks   | 82 | 46 | 51 | 97  | +2  | 144 |
| Pavol Demitra  | St. Louis Blues     | 78 | 36 | 57 | 93  | +0  | 32  |
| Glen Murray    | Boston Bruins       | 82 | 44 | 48 | 92  | +9  | 64  |
| Mario Lemieux  | Pittsburgh Penguins | 67 | 28 | 63 | 91  | -25 | 43  |
| Dany Heatley   | Atlanta Thrashers   | 77 | 41 | 48 | 89  | -8  | 58  |
| Žigmund Pálffy | Los Angeles Kings   | 76 | 37 | 48 | 85  | +22 | 47  |

#### Classifica portieri
La seguente lista elenca i migliori portieri al termine della stagione regolare.

| Giocatore       | Squadra             | PG | Min     | V  | S  | P  | OTS | GS  | SO | Sv%  | MGS  |
| --------------- | ------------------- | -- | ------- | -- | -- | -- | --- | --- | -- | ---- | ---- |
| Marty Turco     | Dallas Stars        | 55 | 3202:33 | 31 | 10 | 10 | 2   | 92  | 7  | .932 | 1.72 |
| Roman Čechmánek | Philadelphia Flyers | 58 | 3350:22 | 33 | 15 | 10 | 2   | 102 | 6  | .925 | 1.83 |
| Dwayne Roloson  | Minnesota Wild      | 50 | 2945:03 | 23 | 16 | 8  | 0   | 98  | 4  | .927 | 2.00 |
| Martin Brodeur  | New Jersey Devils   | 73 | 4374:21 | 41 | 23 | 9  | 5   | 147 | 9  | .914 | 2.02 |
| Patrick Lalime  | Ottawa Senators     | 67 | 3943:22 | 39 | 20 | 7  | 1   | 142 | 8  | .911 | 2.16 |
| Patrick Roy     | Colorado Avalanche  | 63 | 3768:37 | 35 | 15 | 13 | 3   | 137 | 5  | .920 | 2.18 |
| Manny Legace    | Detroit Red Wings   | 25 | 1405:46 | 14 | 5  | 4  | 1   | 51  | 0  | .925 | 2.18 |
| Tomáš Vokoun    | Nashville Predators | 69 | 3974:01 | 25 | 31 | 11 | 5   | 146 | 3  | .918 | 2.20 |
| Robert Esche    | Philadelphia Flyers | 30 | 1638:25 | 12 | 9  | 3  | 2   | 60  | 2  | .907 | 2.20 |
| Manny Fernandez | Minnesota Wild      | 35 | 1979:16 | 19 | 13 | 2  | 1   | 74  | 2  | .924 | 2.24 |

## Playoff

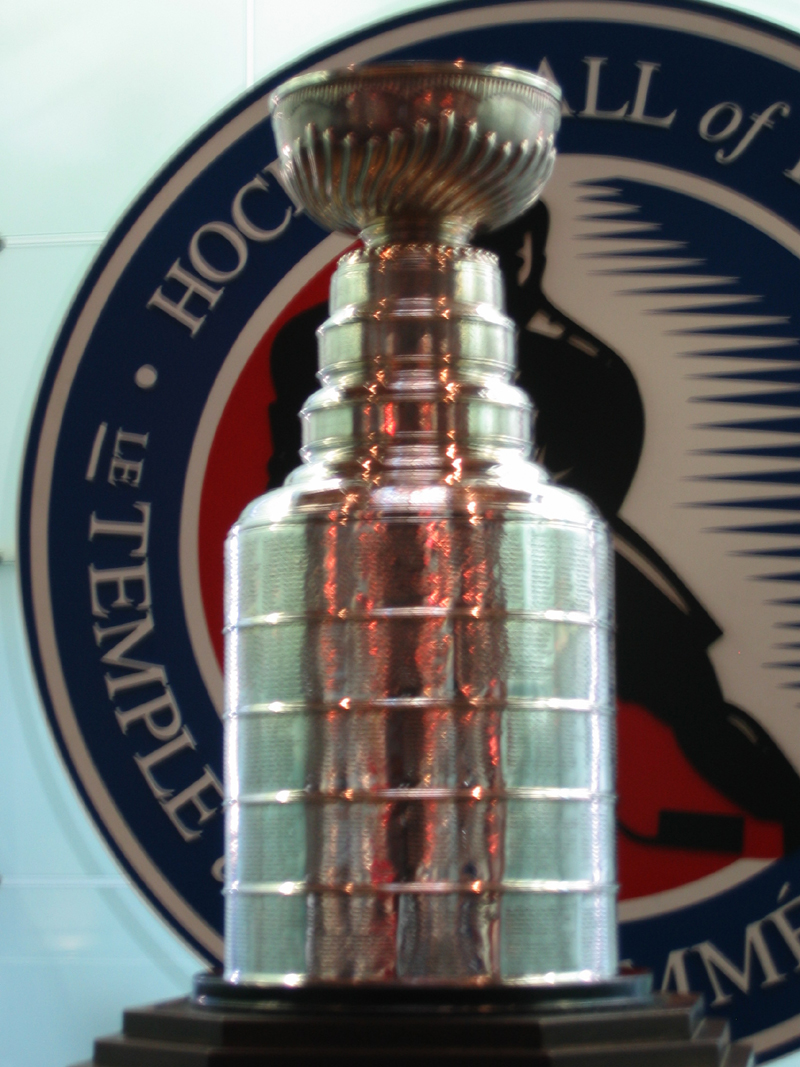
Il trofeo della Stanley Cup

Al termine della stagione regolare le migliori 16 squadre del campionato si sono qualificate per i playoff. Gli Ottawa Senators si aggiudicarono il Presidents' Trophy avendo ottenuto il miglior record della lega con 113 punti. I campioni di ciascuna Division conservarono il proprio ranking per l'intera durata dei playoff, mentre le altre squadre furono ricollocate nella graduatoria dopo ciascun turno.

### Tabellone playoff
In ciascun turno la squadra con il ranking più alto si sfidò con quella dal posizionamento più basso, usufruendo anche del vantaggio del fattore campo. Nella finale di Stanley Cup il fattore campo fu determinato dai punti ottenuti in stagione regolare dalle due squadre. Ciascuna serie, al meglio delle sette gare, seguì il formato 2–2–1–1–1: la squadra migliore in stagione regolare avrebbe disputato in casa Gara-1 e 2, (se necessario anche Gara-5 e 7), mentre quella posizionata peggio avrebbe giocato nel proprio palazzetto Gara-3 e 4 (se necessario anche Gara-6).
|  | Quarti di finale Conference | Quarti di finale Conference                      | Quarti di finale Conference |   |                     | Semifinali Conference | Semifinali Conference | Semifinali Conference |                    |                      | Finali Conference  | Finali Conference  | Finali Conference  |  |  | Finale Stanley Cup | Finale Stanley Cup | Finale Stanley Cup |
|  |                             |                                                  |                             |   |                     |                       |                       |                       |                    |                      |                    |                    |                    |  |  |                    |                    |                    |
|  | 1                           | Ottawa Senators                                  | 4                           |   |                     | 1                     | Ottawa Senators       | 4                     |                    |                      |                    |                    |                    |  |  |                    |                    |                    |
|  | 8                           | New York Islanders                               | 1                           |   |                     | 4                     | Philadelphia Flyers   | 2                     |                    |                      |                    |                    |                    |  |  |                    |                    |                    |
|  |                             |                                                  |                             |   |                     |                       |                       |                       |                    |                      |                    |                    |                    |  |  |                    |                    |                    |
|  | 2                           | New Jersey Devils                                | 4                           |   |                     |                       |                       |                       | Eastern Conference | Eastern Conference   | Eastern Conference | Eastern Conference | Eastern Conference |  |  |                    |                    |                    |
|  | 2                           | New Jersey Devils                                | 4                           |   |                     |                       |                       |                       | Eastern Conference | Eastern Conference   | Eastern Conference | Eastern Conference | Eastern Conference |  |  |                    |                    |                    |
|  | 7                           | Boston Bruins                                    | 1                           |   |                     |                       |                       |                       |                    |                      |                    |                    |                    |  |  |                    |                    |                    |
|  | 7                           | Boston Bruins                                    | 1                           |   |                     |                       |                       |                       |                    | 1                    | Ottawa Senators    | 3                  |                    |  |  |                    |                    |                    |
|  |                             |                                                  |                             |   |                     |                       |                       |                       |                    | 1                    | Ottawa Senators    | 3                  |                    |  |  |                    |                    |                    |
|  |                             | 2                                                | New Jersey Devils           | 4 |                     |                       |                       |                       |                    |                      |                    |                    |                    |  |  |                    |                    |                    |
|  | 3                           | 2                                                | New Jersey Devils           | 4 | Tampa Bay Lightning | 4                     |                       |                       |                    |                      |                    |                    |                    |  |  |                    |                    |                    |
|  | 3                           |                                                  |                             |   | Tampa Bay Lightning | 4                     |                       |                       |                    |                      |                    |                    |                    |  |  |                    |                    |                    |
|  | 6                           | Washington Capitals                              | 2                           |   |                     |                       |                       |                       |                    |                      |                    |                    |                    |  |  |                    |                    |                    |
|  | 6                           | Washington Capitals                              | 2                           |   |                     |                       |                       |                       |                    |                      |                    |                    |                    |  |  |                    |                    |                    |
|  |                             |                                                  |                             |   |                     |                       |                       |                       |                    |                      |                    |                    |                    |  |  |                    |                    |                    |
|  |                             |                                                  |                             |   |                     |                       |                       |                       |                    |                      |                    |                    |                    |  |  |                    |                    |                    |
|  | 4                           | Philadelphia Flyers                              | 4                           |   | 2                   | New Jersey Devils     | 4                     |                       |                    |                      |                    |                    |                    |  |  |                    |                    |                    |
|  | 4                           | Philadelphia Flyers                              | 4                           |   | 2                   | New Jersey Devils     | 4                     |                       |                    |                      |                    |                    |                    |  |  |                    |                    |                    |
|  | 5                           | Toronto Maple Leafs                              | 3                           |   |                     | 3                     | Tampa Bay Lightning   | 1                     |                    |                      |                    |                    |                    |  |  |                    |                    |                    |
|  | 5                           | Toronto Maple Leafs                              | 3                           |   |                     |                       |                       |                       |                    | E2                   | New Jersey Devils  | 4                  |                    |  |  |                    |                    |                    |
|  |                             | (Accoppiamenti ristabiliti dopo il primo turno.) |                             |   |                     |                       |                       |                       |                    | E2                   | New Jersey Devils  | 4                  |                    |  |  |                    |                    |                    |
|  |                             | W7                                               | Mighty Ducks Anaheim        | 3 |                     |                       |                       |                       |                    |                      |                    |                    |                    |  |  |                    |                    |                    |
|  | 1                           | W7                                               | Mighty Ducks Anaheim        | 3 | Dallas Stars        | 4                     |                       |                       | 1                  | Dallas Stars         | 2                  |                    |                    |  |  |                    |                    |                    |
|  | 1                           |                                                  |                             |   | Dallas Stars        | 4                     |                       |                       | 1                  | Dallas Stars         | 2                  |                    |                    |  |  |                    |                    |                    |
|  | 8                           | Edmonton Oilers                                  | 2                           |   |                     | 7                     | Mighty Ducks Anaheim  | 4                     |                    |                      |                    |                    |                    |  |  |                    |                    |                    |
|  | 8                           | Edmonton Oilers                                  | 2                           |   |                     | 7                     | Mighty Ducks Anaheim  | 4                     |                    |                      |                    |                    |                    |  |  |                    |                    |                    |
|  |                             |                                                  |                             |   |                     |                       |                       |                       |                    |                      |                    |                    |                    |  |  |                    |                    |                    |
|  | 2                           | Detroit Red Wings                                | 0                           |   |                     |                       |                       |                       |                    |                      |                    |                    |                    |  |  |                    |                    |                    |
|  | 2                           | Detroit Red Wings                                | 0                           |   |                     |                       |                       |                       |                    |                      |                    |                    |                    |  |  |                    |                    |                    |
|  | 7                           | Mighty Ducks Anaheim                             | 4                           |   |                     |                       |                       |                       |                    |                      |                    |                    |                    |  |  |                    |                    |                    |
|  | 7                           | Mighty Ducks Anaheim                             | 4                           |   |                     |                       |                       |                       | 7                  | Mighty Ducks Anaheim | 4                  |                    |                    |  |  |                    |                    |                    |
|  |                             |                                                  |                             |   |                     |                       |                       |                       | 7                  | Mighty Ducks Anaheim | 4                  |                    |                    |  |  |                    |                    |                    |
|  |                             | 6                                                | Minnesota Wild              | 0 |                     |                       |                       |                       |                    |                      |                    |                    |                    |  |  |                    |                    |                    |
|  | 3                           | 6                                                | Minnesota Wild              | 0 | Colorado Avalanche  | 3                     |                       |                       |                    |                      |                    |                    |                    |  |  |                    |                    |                    |
|  | 3                           |                                                  |                             |   | Colorado Avalanche  | 3                     |                       |                       |                    |                      |                    |                    |                    |  |  |                    |                    |                    |
|  | 6                           | Minnesota Wild                                   | 4                           |   |                     |                       |                       |                       |                    |                      | Western Conference | Western Conference | Western Conference |  |  |                    |                    |                    |
|  | 6                           | Minnesota Wild                                   | 4                           |   |                     |                       |                       |                       |                    |                      | Western Conference | Western Conference | Western Conference |  |  |                    |                    |                    |
|  |                             |                                                  |                             |   |                     |                       |                       |                       |                    |                      |                    |                    |                    |  |  |                    |                    |                    |
|  | 4                           | Vancouver Canucks                                | 4                           |   | 4                   | Vancouver Canucks     | 3                     |                       |                    |                      |                    |                    |                    |  |  |                    |                    |                    |
|  | 4                           | Vancouver Canucks                                | 4                           |   | 4                   | Vancouver Canucks     | 3                     |                       |                    |                      |                    |                    |                    |  |  |                    |                    |                    |
|  | 5                           | St. Louis Blues                                  | 3                           |   |                     | 6                     | Minnesota Wild        | 4                     |                    |                      |                    |                    |                    |  |  |                    |                    |                    |

### Stanley Cup
La finale della Stanley Cup 2003 è stata una serie al meglio delle sette gare che ha determinato il campione della National Hockey League per la stagione 2002-03. I New Jersey Devils hanno sconfitto i Mighty Ducks of Anaheim in sette partite e si sono aggiudicati la Stanley Cup per la terza volta nella loro storia. Per i Devils fu la quarta finale disputata nella loro storia, mentre per i Mighty Ducks si trattò della prima finale in assoluto dalla loro creazione.

## Premi NHL

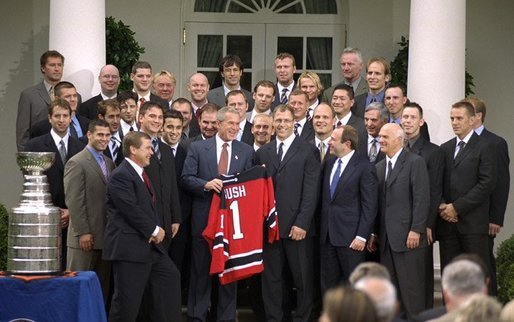
Foto di gruppo dei New Jersey Devils ricevuti presso la Casa Bianca dal presidente George W. Bush.

### Riconoscimenti
- Stanley Cup: New Jersey Devils
- Presidents' Trophy: Ottawa Senators
- Prince of Wales Trophy: New Jersey Devils
- Clarence S. Campbell Bowl: Mighty Ducks of Anaheim
- Art Ross Trophy: Peter Forsberg (Colorado Avalanche)
- Bill Masterton Memorial Trophy: Steve Yzerman (Detroit Red Wings)
- Calder Memorial Trophy: Barret Jackman (St. Louis Blues)
- Conn Smythe Trophy: Jean-Sébastien Giguère (Mighty Ducks of Anaheim)
- Frank J. Selke Trophy: Jere Lehtinen (Dallas Stars)
- Hart Memorial Trophy: Peter Forsberg (Colorado Avalanche)
- Jack Adams Award: Jacques Lemaire (Minnesota Wild)
- James Norris Memorial Trophy: Nicklas Lidström (Detroit Red Wings)
- King Clancy Memorial Trophy: Brendan Shanahan (Detroit Red Wings)
- Lady Byng Memorial Trophy: Aleksandr Mogil'nyj (Toronto Maple Leafs)
- Lester B. Pearson Award: Markus Näslund (Vancouver Canucks)
- Lester Patrick Trophy: Willie O'Ree, Raymond Bourque, Ron DeGregorio
- Maurice Richard Trophy: Milan Hejduk (Colorado Avalanche)
- NHL Foundation Player Award: Darren McCarty (Detroit Red Wings)
- NHL Plus/Minus Award: Peter Forsberg, Milan Hejduk (Colorado Avalanche)
- Roger Crozier Saving Grace Award: Marty Turco (Dallas Stars)
- Vezina Trophy: Martin Brodeur (New Jersey Devils)
- William M. Jennings Trophy: Martin Brodeur (New Jersey Devils), Roman Čechmánek e Robert Esche (Philadelphia Flyers)

### NHL All-Star Team
First All-Star Team
- Attaccanti: Markus Näslund • Peter Forsberg • Todd Bertuzzi
- Difensori: Al MacInnis • Nicklas Lidström
- Portiere: Martin Brodeur

Second All-Star Team
- Attaccanti: Paul Kariya • Joe Thornton • Milan Hejduk
- Difensori: Sergej Gončar • Derian Hatcher
- Portiere: Marty Turco

NHL All-Rookie Team
- Attaccanti: Henrik Zetterberg • Tyler Arnason • Rick Nash
- Difensori: Jay Bouwmeester • Barret Jackman
- Portiere: Sébastien Caron